# 贺州站
贺州站，位于中华人民共和国广西壮族自治区贺州市平桂区黄田镇，是贵广高速铁路、益湛铁路上的火车站，建于2009年，由南宁铁路局梧州车务段管辖。

## 車站周邊
- 金泰粮油饲料兽药批发大市场
- 贺州文武庙
- 黄田镇人民政府
- 平桂三中
- 贺州高广寺
- 贺州市质量技术监督局
- 贺州地质博物馆
- 贺州高新技术产业开发区

## 历史
- 2009年5月15日随着洛湛铁路一起开通，初期仅开行货车。
- 2009年9月28日开始开行旅客列车。
- 2014年12月26日车站改造升级，形成高铁与普铁两大站场。
- 2017年8月开始对站房扩能改造，2018年12月5日完工。[3]

## 外部連結
- 维基共享资源上的相關多媒體資源：贺州站